# Colegio de Santa Catalina (Trigueros)
El antiguo Colegio de Santa Catalina, sito en el término municipal de Trigueros (provincia de Huelva), fue una institución destacada por sus valores históricos y artísticos, al tratarse de una obra de singulares rasgos arquitectónicos y un importante centro religioso y educativo de gran influencia cultural en las tierras comarcanas durante buena parte de la Edad Moderna.
El Colegio de la Compañía de Jesús de Trigueros fue fundado, al finalizar el segundo tercio del siglo XVI, bajo la advocación de Santa Catalina, virgen y mártir, por el hidalgo Francisco de la Palma y Araújo, clérigo de primera tonsura natural y vecino de dicha localidad onubense. En 1563 se acordó que el fundador realizara una contribución de 90.000 maravedíes todos los años para contribuir al sustento y manutención de los 20 religiosos que formaron la nueva comunidad. Desde su creación, esta Casa, única de la Compañía de Jesús en tierras onubenses y sexta en orden de antigüedad de las fundadas en la provincia jesuítica de Andalucía, se convirtió en un foco de religiosidad y cultura sin parangón en dicho territorio. En ella habitaron algunas figuras destacadas del jesuitismo y se organizaron varias expediciones de evangelización al Nuevo Mundo. Además la comunidad mantuvo escuela en la que recibieron formación muchos individuos naturales de Trigueros y de los pueblos comarcanos y dispuso de imprenta desde fechas tempranas.

## Descripción del inmueble
La iglesia del Colegio, principal pieza constructiva que en el momento presente se conserva, posee, una marcada impronta del renacimiento veneciano, sobre todo en lo que respecta al exterior. El templo, claustro y demás dependencias conventuales del Colegio de jesuitas de Trigueros fueron levantados en dos fases bien definidas por los arquitectos Bartolomé Bustamante y José Valeriani, respectivamente. Si bien la planta original de la iglesia era de cruz griega, la misma acabó transformándose en una cruz latina, esto es, el templo pasaría a tener una sola nave, sin capillas laterales, con los brazos del crucero y la capilla mayor, poco profundos. A cada uno de los lados del Templo se proyectaron dos claustros, con lo que el conjunto conventual contaría con cuatro patios en torno a los cuales habrían de estructurarse las celdas y demás dependencias necesarias a la comunidad, aunque, finalmente, solo consta que se edificara uno. Anexa a este conjunto se situaría la escuela, que, regirían los padres jesuitas durante dos siglos. 
El conjunto conventual triguereño hubo de sufrir dos envites de los que jamás conseguiría recuperarse, el terremoto del 1 de noviembre de 1755 y la expulsión de los jesuitas decretada por Carlos III en 1767. Ambos acontecimientos, causaron el deterioro físico, más o menos inmediato, de dicha fábrica. Los daños derivados de estos sucesos, unidos al desgaste derivado del paso del tiempo y a la acción del hombre, han dejado reducido lo que antaño fuera un impresionante conjunto arquitectónico a un menoscabado cuerpo de iglesia y a un modificado espacio abierto, a modo de patio, pegado a los muros de dicho templo por el lado de la epístola. En este patio se percibe vagamente la estructura del claustro principal del Colegio. 
En el momento presente se conserva, fundamentalmente, el impresionante volumen de la iglesia, a tono con la entidad de los edificios jesuitas, con un cuerpo de torre adosado al exterior del muro de la Epístola y una arcada alta en prolongación del brazo del crucero. Esta construcción aparece rodeada de propiedades particulares, tanto en su cabecera como en el lado del Evangelio, disponiendo de un espacio libre en el de la Epístola. El último uso que ha tenido dicha fábrica ha sido el de mesón, para lo cual ha sido parcialmente adaptada, practicándose algunas aberturas en los paramentos y techumbres para situar las chimeneas destinadas al asado de carnes. 
La nave principal dispone de dos accesos: el de la portada de los pies, desde la calle Compañía, y otro lateral en el brazo del crucero del lado de la Epístola, desde el espacio abierto que debió ocupar el claustro principal, utilizado actualmente como terraza por los propietarios. 

### Portada

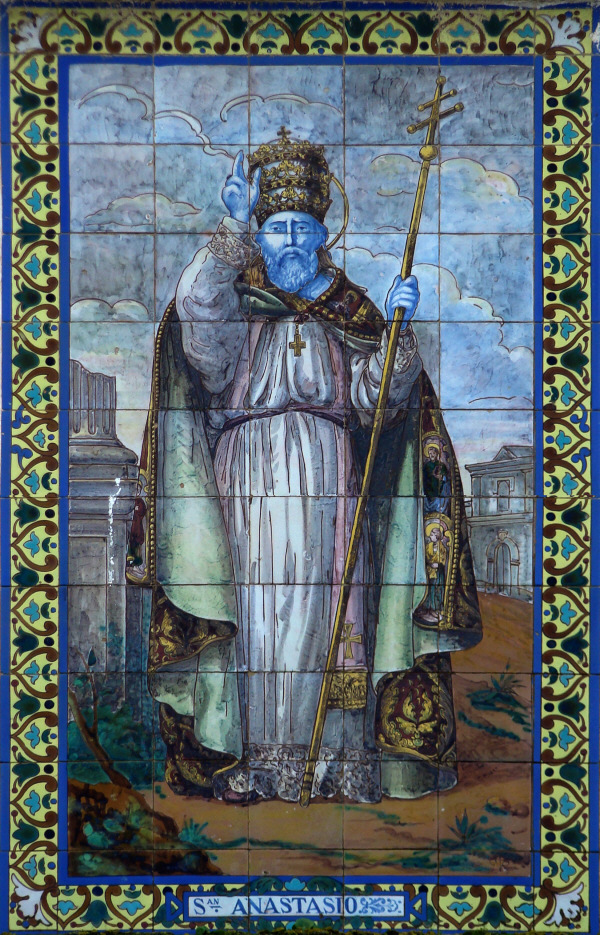
Azulejo de San Anastasio.

La portada situada a los pies del templo está formada por jambas apilastradas de orden dórico sobre las que corre un arquitrabe, con decoración de triglifos, coronado por cornisa de elegante vuelo. Se remata la portada con frontón partido, encastrándose en el mismo un templete coronado también por frontón partido y rematado con una cartela circular en la que se aloja un azulejo con la fecha "año 1923", en el cual parece que se realizaron ciertas obras de adecuación en el edificio, entre otras las de la cubierta. En el edículo de remate se ubica un retablo de azulejos, de agradable factura, que representa a San Anastasio, con la mitra papal, báculo y capa pluvial ricamente bordada, en actitud de impartir la bendición. Bajo él se observa un escudo real, con los cuarteles de Castilla y León, las flores de lis, orlado del Toisón, rodeado de palmas y roleos y rematado con la correspondiente corona. Este escudo fue colocado en dicha fachada tras la expulsión de los jesuitas en 1767 como señal de que dicho establecimiento pasaba a ser propiedad de la Corona. Las sucesivas capas de cal aplicadas en diferentes momentos cubren los restos de policromía que decoraban el imafronte. Se complementa la fachada con un amplio ventanal rectangular abocinado, con reja, destinado a iluminar el interior del templo, apareciendo aquella rematada en altura por cornisa mixtilínea que sigue el perfil de las bóvedas. 
La portada tiene dos construcciones apoyadas en sus muros, a eje de la puerta del templo, con tipología de almacén o cochera, que interrumpen la contemplación de las pilastras de la portada anteriormente descrita. Las dos piezas afean y enmascaran notoriamente el citado frontispicio. No obstante, el habitáculo de la derecha de cara a la fachada parece poseer cierta antigüedad y cierra un espacio, a modo de compás, tras el que aparece una portada lateral con frontón partido que pudiera datar de comienzos del siglo XVII tan escondida al día de hoy que apenas resulta visible-, la cual aparenta ser una primitiva entrada a las dependencias del Colegio. La disposición de este acceso lateral parece confirmar que la línea de fachada que continúa a la derecha de la iglesia, más saliente que la del templo, se corresponde con el frente primitivo del Colegio por este flanco, bien que al presente se encuentra muy modificado en la configuración de sus vanos como consecuencia de los distintos usos que se le vinieron dando a la fábrica conventual desde la expulsión de la comunidad religiosa que la habitaba en 1767. Dicha hipótesis parece más plausible aun si tenemos en cuenta el grosor del muro en cuestión y la existencia de algunos elementos decorativos de época en dicho paramento, como los restos de la parte superior de una portada, al presente mutilada, situados sobre uno de sus vanos. Del primitivo conjunto solo se conservan los gruesos muros de la iglesia, hasta no hace muchos años convertida en bodega, y, probablemente, la mencionada fachada lateral derecha de cara al imafronte del templo jesuita. 
Por la derecha se dispone un espacio libre, hoy en manos particulares, como el mismo edificio de la iglesia, que debió constituir inicialmente un claustro. En este patio pueden apreciarse algunos aspectos interesantes, como las costuras de unión con edificaciones que ya no existen, el cierre de huecos de comunicación, claras alteraciones de la funcionalidad de algunos paños, el arranque de la torre y algunas columnas toscanas que presentan una interesante decoración en su capitel -configurado como un cojín borlado e invertido, con cordón y borlas que rellenan el espacio de transición entre la planta circular y la cuadrada de la pieza de remate superior. Desde este mismo espacio se dispone de una buena perspectiva de los fuertes volúmenes que se transmiten al exterior, correspondientes a la bóveda del crucero, las trompas de transición a la media naranja, la linterna de remate y el brazo del crucero, con el trasdosado de su bóveda de media naranja. Se aprecia la forma octogonal del tambor de la cúpula, la cubierta cónica y la linterna sobre ésta. 
A través de los patios de las viviendas colindantes podemos continuar con el recorrido exterior del inmueble, observando la cabecera y los brazos del crucero, si bien con bastante menos perspectiva que en el caso de la fachada del lado de la Epístola, ya descrita. Aquí hay que recurrir, a veces, a utilizar las terrazas de las viviendas para poder observar los agrietados paramentos de la iglesia. En algunos casos el espacio existente entre el edificio jesuita y las casas limítrofes es de un metro escaso, cuando éstas no están pegadas a los muros del templo. El lateral del Evangelio no se puede recorrer en el tramo que va desde el crucero hasta los pies, pero su contemplación desde lejos no aporta nada nuevo a lo ya descrito para el resto de exteriores.

### Interior del templo
El interior del templo se define como una amplísima nave principal recorrida por una bóveda de cañón con arcos fajones que parten de las pilastras. Estos arcos fajones dividen la nave principal en tres cuerpos, cada uno de los cuales consta de dos capillas-nicho laterales en dos alturas, solución que sirve para aligerar los muros. En el nivel superior del lateral del Evangelio estos nichos están abiertos a modo de ventanales, mientras que en el nivel inferior del lateral de la Epístola están abiertos, con comunicación al patio antiguo claustro-. En algunos casos han sido transformados en chimeneas del mesón que hasta hace pocos años ocupaba el cuerpo de iglesia. Los mencionados ventanales proporcionan una magnífica iluminación natural al interior del edificio. 
La terminación de los muros y el encuentro entre éstos y los hombros de las bóvedas, así como el encuentro entre las pilastras y los arcos fajones se resuelven con una imposta, de doble cornisa en las pilastras, que conforma el orden dórico de las mismas. 
La cúpula se apoya en los arcos torales de terminación de las naves mediante un tambor sobre pechinas, el cual presenta un hueco de iluminación con forma cuadrifoliada a eje de cada pechina. 
Los brazos del crucero poseen la misma altura que la nave central y presentan amplios ventanales que contribuyen a la luminosidad que caracteriza a la iglesia. El brazo izquierdo cuenta con una hornacina en el paramento frontal, la cual debió albergar en tiempos alguna imagen. De menores dimensiones es la hornacina que se abre en el brazo derecho, en el paramento paralelo al altar. Desde esta nave se da paso a la sacristía. Esta pieza viene a ser un habitáculo rectangular paralelo al brazo derecho del crucero, con idénticas dimensiones a éste, que se cubre con una secuencia de tres bóvedas de arista. Las aristas apoyan sobre pequeñas pilastras. El lado menor de la sacristía que da al claustro cuenta con una hornacina que sobresale por la parte exterior del muro. El lado opuesto da paso a una capilla con bóveda de arista de igual dimensión que los paños de la sacristía, la cual tiene acceso directo al altar mayor a través de una pequeña sala, por lo que parece que debiera corresponderse con la capilla del sagrario. Al día de hoy en ese paso existe una escalera de hormigón que comunica con la planta superior, forjada en hormigón en esa sala, y a la cubierta sobre la sacristía, que se configura como un almacén-secadero. Esta última estancia posee pilares de ladrillo y cubierta de madera. Dichas piezas constructivas son de reciente factura y presentan un estado de conservación lamentable. 
El brazo de la cabecera es ostensiblemente más corto que los laterales y mantiene una decoración moldurada sobre la imposta que muere en el lugar que debió ocupar el retablo del altar mayor. Dicha decoración consiste en un marco compuesto por dos pilastras con moldura de capitel dórico a la misma altura que la imposta y un arco fajón que las une. En estas pilastras se sitúan dos cartelas que contienen los anagramas de Jesús y de María. En los arcos y bóvedas se conjugan rehundidos y salientes de la fábrica con formas geométricas concatenadas, a modo de casetones. En el arco que enmarca el lugar del retablo mayor encontramos dos estrellas metálicas colocadas sobre los tondos que presenta la mencionada decoración. A la misma altura, en el centro del paramento, aparece la inscripción numérica "1895", también en metal, que pudiera hacer alusión a ese año como fecha de alguna intervención realizada en la fábrica de la iglesia por sus entonces propietarios. 
Los paramentos interiores están blanqueados hasta la imposta, quedando en ladrillo visto desde ésta hasta las claves de bóvedas y arcos, incluyendo las pechinas el tambor y la cúpula. 
En 1923 fue colocada la actual cubierta de la nave principal, en sustitución de la bóveda desplomada en el terremoto de 1755, de la cual se conserva aproximadamente un cuarto de su luz. En la nueva cubierta, a dos aguas, la formación de pendientes se realiza mediante viguería de madera, formada por pares y correas, con el atirantamiento resuelto siguiendo el orden de pilastras.